# Los cachorros (película)
Los cachorros es una película mexicana dramática estrenada en 1973. Basada en el libro homónimo del escritor peruano Mario Vargas Llosa (ganador del Premio Nobel de Literatura de 2010), fue dirigida por Jorge Fons y protagonizada por José Alonso, Helena Rojo, Carmen Montejo y Augusto Benedico.

## Argumento
Cuenta la historia de un grupo de amigos que se mantienen unidos hasta bien entrada la edad adulta. La película comienza de manera bastante inocente cuando el niño Cuellar (12 años) ingresa a una nueva escuela. Inmediatamente se hace amigo de otros cuatro niños. Un día después de una práctica de fútbol mientras se ducha, es atacado por Judas, el perro del colegio de raza danés, que andaba suelto por descuido. La operación deja a Cuéllar sin pene pero con testículos. Tal acto le deja secuelas de por vida y esta novela utiliza su desarrollo en la adolescencia y luego en la edad adulta para explorar los problemas que enfrenta. Ambos son sexuales, obviamente, pero también su falta de hormonas cambia mucho sus relaciones con su grupo de amigos cercanos y le resulta muy difícil aceptar el hecho de que comienzan a tener novias y luego a casarse. 
Al conocer a la modelo Tere, esta se enamora de él pero lo rechaza al enterarse de su condición y por dicha razón él decide suicidarse.
Título italiano: Eviration - Bramosia Dei Sensi.

## Reparto
- José Alonso - Cuéllar
  - Alejandro Rojo de la Vega - Cuellar (niño)
- Helena Rojo - Teresa
- Carmen Montejo - Madre de Cuéllar
- Augusto Benedico - Padre de Cuéllar
- Gabriel Retes - Gumuncio
- Arsenio Campos - Toto
- Dunia Zaldívar - La china
- Cecilia Pezet - Rosalinda
- Pedro Damián - Perico
- Silvia Mariscal - Chabela
- Eduardo Casab - Manolo
- Ivonne Govea - Rosalinda
- Luis Turner - Lalo
- Pancho Córdova - Profesor #1
- Ramón Menéndez - Fotógrafo
- Ricardo Fuentes - Profesor #2
- Sofia Joskowicz - Enfermera

## Producción
Los cachorros fue rodada en los Estudios Churubusco y en locaciones de la Casa Requena, Xochimilco, Plaza de Toros México y otras a partir del 4 de octubre y hasta el 13 de noviembre de 1971. La asistencia de dirección fue de Mario Llorca, la producción corrió a cargo de Leopoldo Silva y Marco Silva y la compañía productora fue Cinematográfica Marco Polo. El guion fue de Jorge Fons y Eduardo Luján bajo un argumento de la novela homónima de Mario Vargas Llosa, ganador del Premio Nobel de Literatura de 2010. La edición fue de Carlos Savage, la fotografía de Alex Phillips Jr., la dirección musical de Joaquín Gutiérrez Heras y de Eduardo Luján, el sonido de Eduardo Arjona y de Ramón Moreno, el maquillaje de Elda Loza y la ambientación de Ernesto Carrasco. 
Se estrenó el 10 de mayo de 1973 en el Cine Latino.

## Premios y reconocimientos
- Premio del Instituto de Cultura Hispánica otorgado en el Festival Internacional de Cine de San Sebastián, 1975.
- Nominaciones a Premio Ariel a mejor actriz (Helena Rojo) y Mejor Música Original (Eduardo Luján, Joaquín Gutiérrez Heras), 1975.